# Brida (Coelho)
Brida è un romanzo di Paulo Coelho, pubblicato nel 1990 e nuovamente nel 2008. Tratta dei temi cari all'autore come la Grande Madre, le tradizioni cristiane ed esoteriche, e il loro percorso di iniziazione.

## Trama
Brida O'Fern è una donna che in un caffè di Lourdes racconta con umiltà all'autore la sua personale esperienza di ricerca spirituale, chiedendosi se chi ascolterà la sua esperienza potrà trarne realmente un aiuto, poiché per raggiungere la conoscenza è necessario sperimentarla personalmente, ed ogni esperienza sarà unica, diversa da tutte le altre, proprio come la "leggenda personale" de L'alchimista. La storia inizia in Irlanda nell'agosto dell'83 per terminare nel marzo del 1984.
Brida (nome che richiama la festa della Candelora, molto importante nel culto della Grande Madre) è una giovane ragazza che ricerca la sua personale strada nella vita, attratta dal mondo dell'occulto e dell'esoterismo. Desidera conoscere la magia, non per egoismo ma per sete di conoscenza. Incontra varie personalità che la accompagnano nel suo cammino e le saranno maestri di vita, due in particolare, a cui corrispondono due differenti tipologie di iniziazione: 
- un uomo, conosciuto come il Mago di Folk, custode della «Tradizione del Sole», capace di disvelare tutto quanto si trova esteso nello spazio;
- e una donna, simbolicamente chiamata Wicca, portatrice della conoscenza legata alla «Tradizione della Luna», tipica delle streghe, attinente ai segreti racchiusi nelle maglie del tempo.

Il conflitto tra i suoi nuovi desideri e aspirazioni, ed il confronto con la solita realtà di tutti i giorni metterà Brida a dura prova, inducendola a una scelta, e facendole sperimentare sin dal suo primo incontro col Mago la «Notte Buia» dell'anima, in cui si ritrova coinvolto chiunque accetti il rischio di rinunciare alla sua normale esistenza, guidato dalla Fede in qualcosa di più grande. Dopo aver trascorso una notte intera nella foresta, Brida si rende conto di essersi spaventata per niente, avendo dimenticato che San Patrizio, patrono della sua terra, aveva già scacciato tutti gli scorpioni, i serpenti e gli animali pericolosi dall'Irlanda.
Coelho in modo inedito lega anche la ricerca spirituale col tema dell'Amore, dell'unione totale tra maschile e femminile, degli incontri karmici legati alla reincarnazione. 
Introduce il lettore alla scoperta dell'"Altra Parte di Sé", spiegando che ogni persona si trovava originariamente congiunta ad alcune altre in un'unica Anima cosmica che è arrivata in seguito a scindersi in più parti attraverso varie incarnazioni: l'Amore è la forza in grado di ricongiungerle. L'iniziazione dell'uomo e della donna passa quindi attraverso l'incontro con l'altro, nella fusione perfetta di corpo e anima, entrambi con la loro qualità, che per il maschile è costituita dalla conoscenza, il femminile invece dalla trasformazione, in grado di dare un senso a quella conoscenza, facendola germogliare e tramutandola in sapienza. Proprio come in Undici minuti e Veronika decide di morire, si parla così anche di sessualità sacra.
Il Mago, grazie alla sua vista chiaroveggente, si accorge subito che Brida incarna l'Altra Parte di sé, che gli è stata inviata dal destino quale occasione di riscatto per liberarlo dalla lunga solitudine a cui era stato costretto dal suo maestro come punizione per aver interferito anni prima nel libero arbitrio umano: a causa di un amore effimero per Wicca, infatti, pur non essendo costei la sua Altra Parte, aveva ricorso in gioventù alle arti magiche per allontanarla da un altro uomo. Tramite Brida imparerà che l'amore non può essere costretto, né disgiunto dalla libertà.

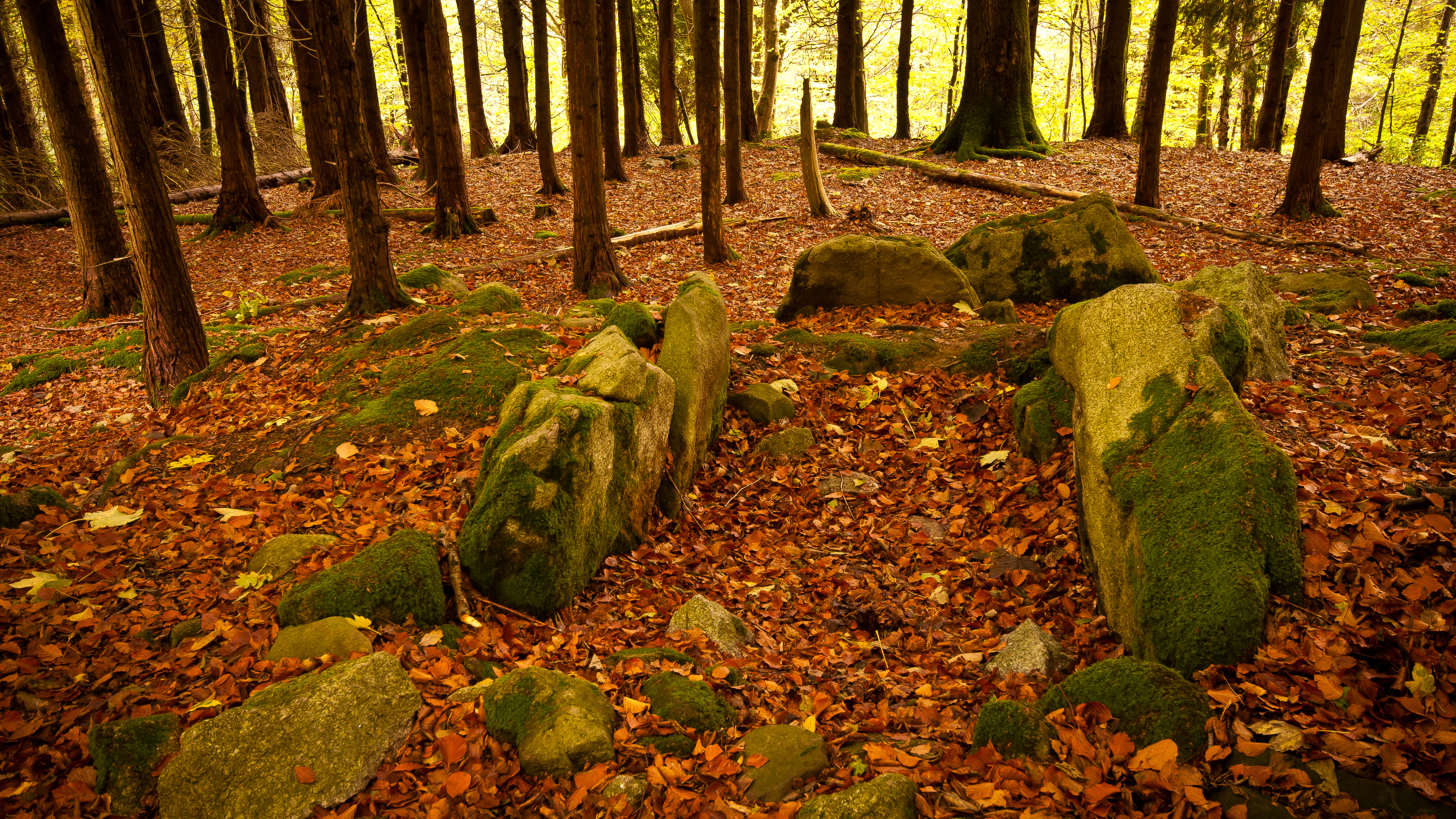
Antiche pietre nelle foreste sui Monti di Dublino

Brida invece prenderà coscienza solo poco per volta che il Mago è un'Altra Parte di sé, come la è il suo giovane fidanzato Lorens. Ad una difficile scelta tra i due approderà dopo l'apprendistato presso Wicca, con la quale imparerà la lettura dei Tarocchi, la conoscenza degli spiriti della foresta, e vari rituali lunari come l'accensione di speciali candele, danzare al ritmo della Terra, pugnalare il riflesso della Luna nell'acqua, fino a risvegliare in sé il proprio Dono latente, che ogni persona possiede sebbene diverso dagli altri, come indicato da San Paolo nella Prima Lettera ai Corinzi: quello di Brida era la capacità di udire Voci provenienti da un'altra dimensione.
Riprendendo il cammino compiuto dalla sua anima di vita in vita, Brida scopre così che la sua vera identità consiste nell'essere una strega, la quale rappresenta uno dei quattro «Anelli della Rivelazione», cioè una delle modalità di una donna di ricercare la sapienza: la Vergine attraverso la solitudine, la Santa attraverso il dono di sé, la Martire attraverso il dolore, e appunto la Strega, attraverso il piacere.
Uno dei simboli sacri delle streghe, usato a causa delle persecuzioni nei loro confronti, è il mestolo di legno, con cui erano costrette a camuffare la loro vera identità.
Per poter essere riconsacrata strega, Brida è invitata a riscoprire la forza più possente diffusa sulla Terra, e per questo sempre aberrata e combattuta come una maledizione, ma ogni volta sopravvissuta perché custodita dalle donne: quella del sesso. Dopo aver fatto l'amore con Lorens, Brida ritrova il piacere dell'estasi dovuto al coinvolgimento di tutti e cinque i sensi e all'abbandono di ogni controllo e paura. 
Viene così ammessa alla cerimonia del Sabba in occasione dell'equinozio di primavera, per ricevere il Potere del Serpente, la cui evocazione viene fatta precedere da Wicca da una richiesta di protezione alla Vergine Maria perché esso possa scendere su di lei senza concupirla o renderla schiava.
Cominciato come una semplice festa con numerosi invitati in un luogo della foresta già caro ai Celti, il Sabba porterà infine Brida ed altre "sorelle" ad essere iniziate alla stregoneria, o Tradizione della Luna, attraverso i cui simboli magici si rinnova perennemente il contatto degli uomini con gli Esseri Antichi, tra il visibile e l'invisibile.

## Edizioni
- Paulo Coelho, Brida, traduzione di Rita Desti, collana Narratori stranieri, Milano, Bompiani, 2008,  p. 263.